# Aang
Aang (安昂, Ān Áng) est un personnage de fiction et le héros de la série d'animation télévisée Avatar, le dernier maître de l'air de Nickelodeon, créée par Michael Dante DiMartino et Bryan Konietzko.
Aang est le dernier maître de l'air encore vivant. C'est un moine des nomades de l'air, et la réincarnation de l'Avatar, esprit de lumière et de paix capable de contrôler les quatre éléments. Âgé de 12 ans dans la série originelle, il a en réalité passé 100 ans en cryostase. Il cherche à parfaire sa maîtrise des éléments et à empêcher la Nation du Feu de détruire les autres peuples.
Dans la série animée, Aang est doublé par Zach Tyler Eisen. Le personnage est aussi apparu sur de nombreux produits dérivés. Dans le film Le Dernier Maître de l'air (2010), Aang est joué par Noah Ringer.

## Apparence
Aang a l'apparence d'un enfant bouddhiste de 12 ans, avec des yeux gris, parfois marrons. il possède des tatouages bleus le long de ses membres, dans son dos et sur son crâne, qui se terminent en forme de flèche sur son front, ses pieds et ses mains. Il a le crâne rasé sauf au début du livre trois où ses cheveux sont noirs. Aang porte des vêtements orange et rouge des nomades de l'air, ressemblant à un Kesa. Lorsqu'il entre en état d'avatar, ses yeux et ses tatouages deviennent blancs et lumineux.

## Création et conception
Le personnage d'Aang est développé à partir d'un dessin de Bryan Konietzko, représentant un homme chauve avec une sorte de flèche sur la tête. L'idée évolue, et devient un enfant accompagné d'un bison volant. Pendant ce temps, Michael Dante DiMartino s'intéresse à un documentaire sur des explorateurs piégés au Pôle Sud, ce qu'il va ajouter aux dessins de Konietzko.

« Il y a un type de l'air seul avec ces gens de l'eau, piégés dans un désert neigeux... et peut-être des gens du feu qui sont contre eux »

— Michael Dante DiMartino et Bryan Konietzko
Ce qu'ils ont décrit correspond aux deux premiers épisodes de la série Avatar, le dernier maître de l'air. Katara et Sokka de la tribu de l'eau sauvent Aang, un nomade de l'air dans une zone gelée près des pôles, alors qu'Aang est chassé par Zuko et les troupes de la nation du feu,,. Les créateurs de la série voulaient qu'Aang soit piégé mille ans dans un glacier, puis se réveille dans un monde futuriste avec un robot appelé Momo et une douzaine de bisons. Cependant, les créateurs changent d'idée, et préfèrent une durée de cent ans dans l'iceberg, Momo devient un lémurien volant, et le troupeau de bison est réduit à un seul.
La maîtrise de l'air, premier élément d'Aang, est basée sur un art martial chinois neijia, appelé Baguazhang. Celui-ci se base sur des mouvements circulaires et porte peu de coups, ce qui est censé illustrer l'imprédictabilité de l'air et le caractère pacifique d'Aang.
Dans l'épisode Récits de Ba Sing Se, le nom d'Aang est écrit 安昂 (ān áng) en chinois.

### Personnalité et caractéristiques

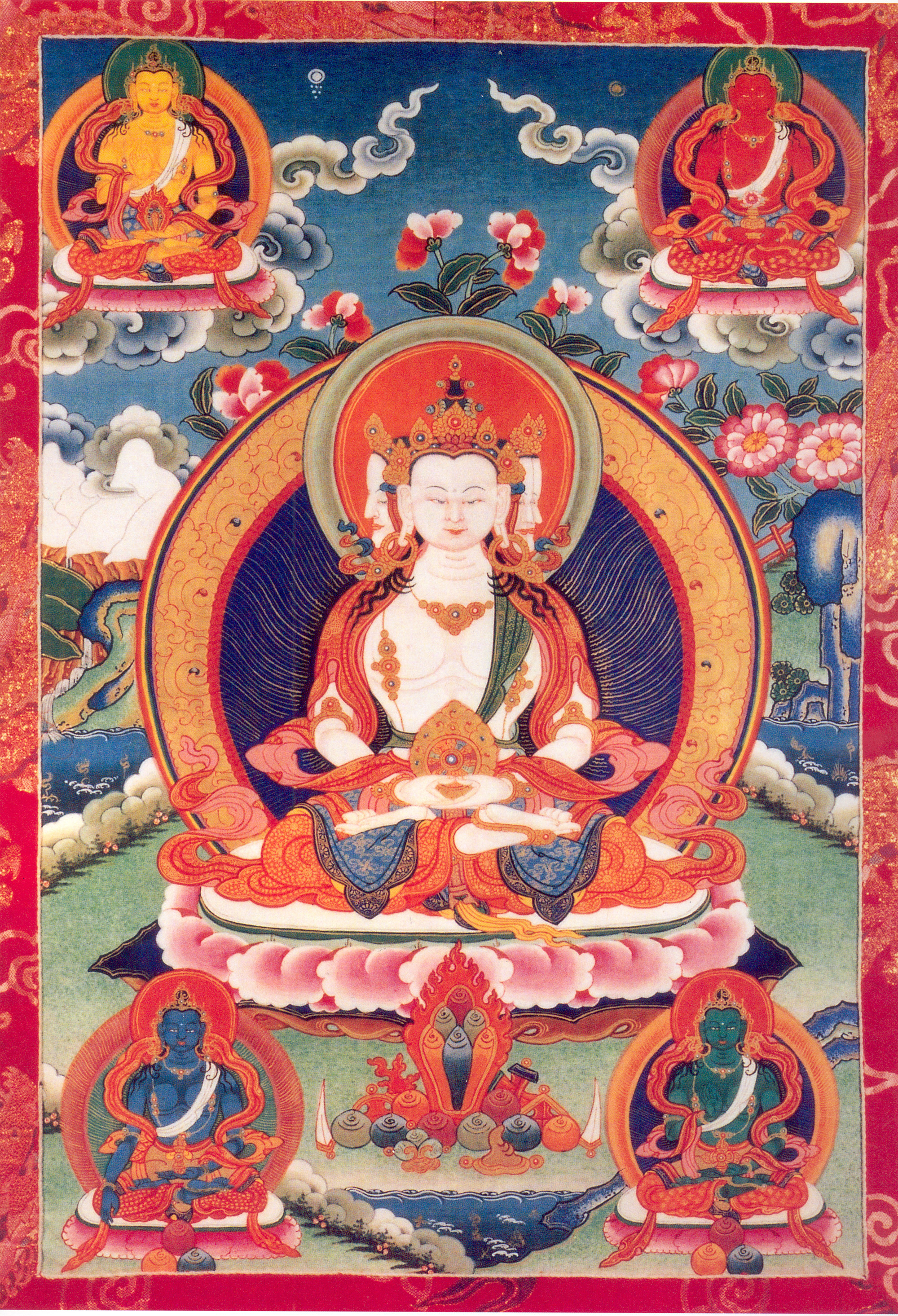
Représentation de Siddhartha Gautama (Bouddha) avec les quatre éléments : le bouddhisme a inspiré les créateurs de la série.

Pour Michael Dante DiMartino, co-créateur de la série :

« Nous voulions qu'Aang résolve les problèmes et vainque ses ennemis avec sa sagesse aussi bien qu'avec ses pouvoirs »

— Michael Dante DiMartino
.
Selon les créateurs de la série, le bouddhisme, l'hindouisme et le taoisme ont été les principales inspirations pour le concept d'Avatar. Comme montré dans les épisodes Le Roi d'Omashu et Le Bandeau, un aspect notable du personnage d'Aang est son régime végétarien, ce qui est compatible avec les principes du bouddhisme, du taoïsme et de l'hindouisme . De plus, il répugne à se battre et préfère négocier avec ses adversaires, comme c'est le cas avec un esprit destructeur lors du solstice d'hiver. Il a également du mal à vouloir tuer le seigneur du feu Ozai, et préfère trouver un autre moyen de le neutraliser que de le tuer.

## Apparitions dans Avatar, le dernier maître de l'air

### Livre 1: l'Eau
Aang est retrouvé dans un iceberg en compagnie d'Appa, son bison volant, par Katara et Sokka, deux adolescents de la tribu de l'Eau du Pôle Sud. Ils décident de le conduire dans leur village. Là, Aang passe une grande partie de son temps à s'amuser avec les jeunes enfants et Katara. Mais il est très rapidement retrouvé par Zuko, prince de la Nation du Feu banni, et son oncle Iroh. Zuko le fait prisonnier et l'emmène avec lui pour le rapporter à son père et retrouver son honneur. Aang parvient cependant à s'échapper.
Il part ensuite en compagnie d'Appa, Katara et Sokka pour trouver un professeur qui pourra lui apprendre la maîtrise des éléments, à commencer par l'eau. En chemin, ils s'arrêtent au temple de l'air austral, là où Aang a grandi, détruit par la Nation du Feu. Aang comprend qu'il est le dernier maître de l'air encore vivant. Sous le coup de la colère, il entre en état d'avatar, mais Katara parvient à le calmer. C'est aussi lors de cette visite que Aang découvre Momo, un lémurien volant qu'il apprivoise.
En voyageant, Aang découvre comment a évolué le monde en cent ans : si la population est ravie de revoir l'Avatar,, les maîtres de la terre sont envoyés dans des prisons en mer par les troupes du Feu.
Alors qu'il rentre dans le monde des esprits pour combattre un monstre qui tourmente les habitants d'un village, il rencontre Fang, le dragon de sa précédente incarnation, l'Avatar Roku, qui lui demande de rendre sur l'île du Croissant le jour du solstice d'hiver. Une fois sur place Aang apprend qu'il devra pouvoir maîtriser les quatre éléments avant la fin de l'été et le passage de la comète Sozin. Le cas échéant, la Nation du Feu remporterait la victoire grâce à la puissance que la comète procurera aux maîtres du feu. Au moment de partir, Aang est capturé par l'amiral Zhao. Zuko, qui est en compétition avec Zhao concernant la capture de l'Avatar, vient en aide à Aang et le fait évader. Pour ce faire, Zuko se fait passer pour l'Esprit Bleu.
Après son évasion, Aang et ses amis reprennent la direction du pôle nord. Une fois arrivés, ils trouvent rapidement un professeur : maître Pakku
Après une courte période de calme, Zuko et Zhao réapparaissent tous deux. Zhao a trouvé le moyen de vaincre la tribu de l'eau du pôle nord une bonne fois pour toutes. Zuko quant à lui s'infiltre discrètement pour capturer Aang.
Pour contrer l'invasion de Zhao, Aang entre en état d'avatar et détruit la flotte de la Nation du Feu. Zuko s'échappe avec son oncle et Zhao est tué dans les combats.

### Livre 2: la Terre

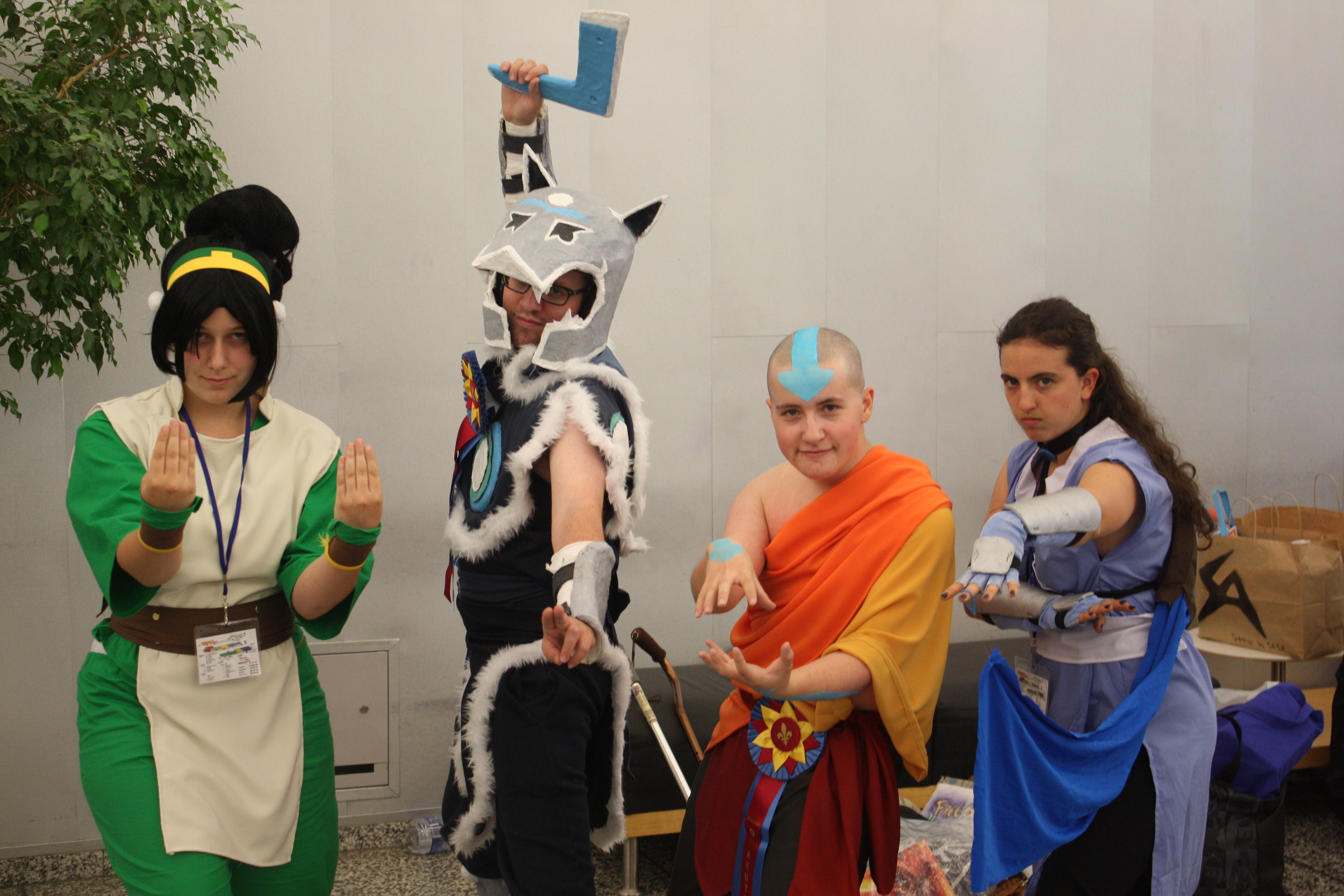
Cosplay de Toph, Sokka, Aang et Katara (de gauche à droite), ensemble à partir du livre 2.

Aang maîtrise désormais l'eau. Pour apprendre la maîtrise de la terre, il se rend à Omashu. Aang connaît en effet le roi de la ville, Bumi. Peu après leur arrivée, Aang et ses amis découvrent que la ville est passée sous la domination de la Nation du Feu. Aang doit alors trouver un autre professeur de maîtrise de la terre.
En traversant un marais alors qu'ils se rendent à Gaoling, Aang a la vision d'une jeune fille qui rit et d'un sanglier ailé.Cette vision permet à Aang de rencontrer Toph qui se lie d'amitié avec Aang et l'accompagne pour la suite de ses aventures, et lui apprend à maîtriser la terre.
Azula, princesse du feu, et ses amies Mai et Ty Lee pourchassent Aang. En traversant le désert, il découvre dans une bibliothèque engloutie dans le sable qu'une éclipse aura bientôt lieu. Celle-ci empêchera la maîtrise du feu. Appa est cependant enlevé par des nomades du désert.
En arrivant à Ba Sing Se, Aang et ses amis déjouent un plan d'invasion de la Nation du Feu qui tentait de percer la muraille de la ville à l'aide d'une foreuse géante. Ils s'aperçoivent que le roi de la terre ne sait rien de la guerre qui se déroule à l'extérieur de la ville. Ce climat d'ignorance est maintenu par le conseiller du roi, Long Feng, qui dirige la ville et contrôle le Dai Li, sa police secrète. Après avoir renversé Long Feng et retrouvé Appa, retenu prisonnier par le Dai Li, Aang suit l'enseignement d'un gourou afin de maîtriser l'état d'avatar. il a une vision de Katara en danger et retourne à Ba Sing Se pour la secourir. Azula s'est infiltrée dans la ville avec ses amies et en prend le contrôle grâce à Long Feng et au Dai Li. Zuko, tiraillé par ses sentiments, s'associe à sa sœur pour rattraper l'Avatar.
Katara, Aang et Iroh les affrontent. Alors qu'Aang est entré dans l'état d'avatar, il est grièvement blessé par Azula. Katara parvient à sauver Aang et s'enfuit avec lui, alors que Iroh est fait prisonnier.

### Livre 3: le Feu

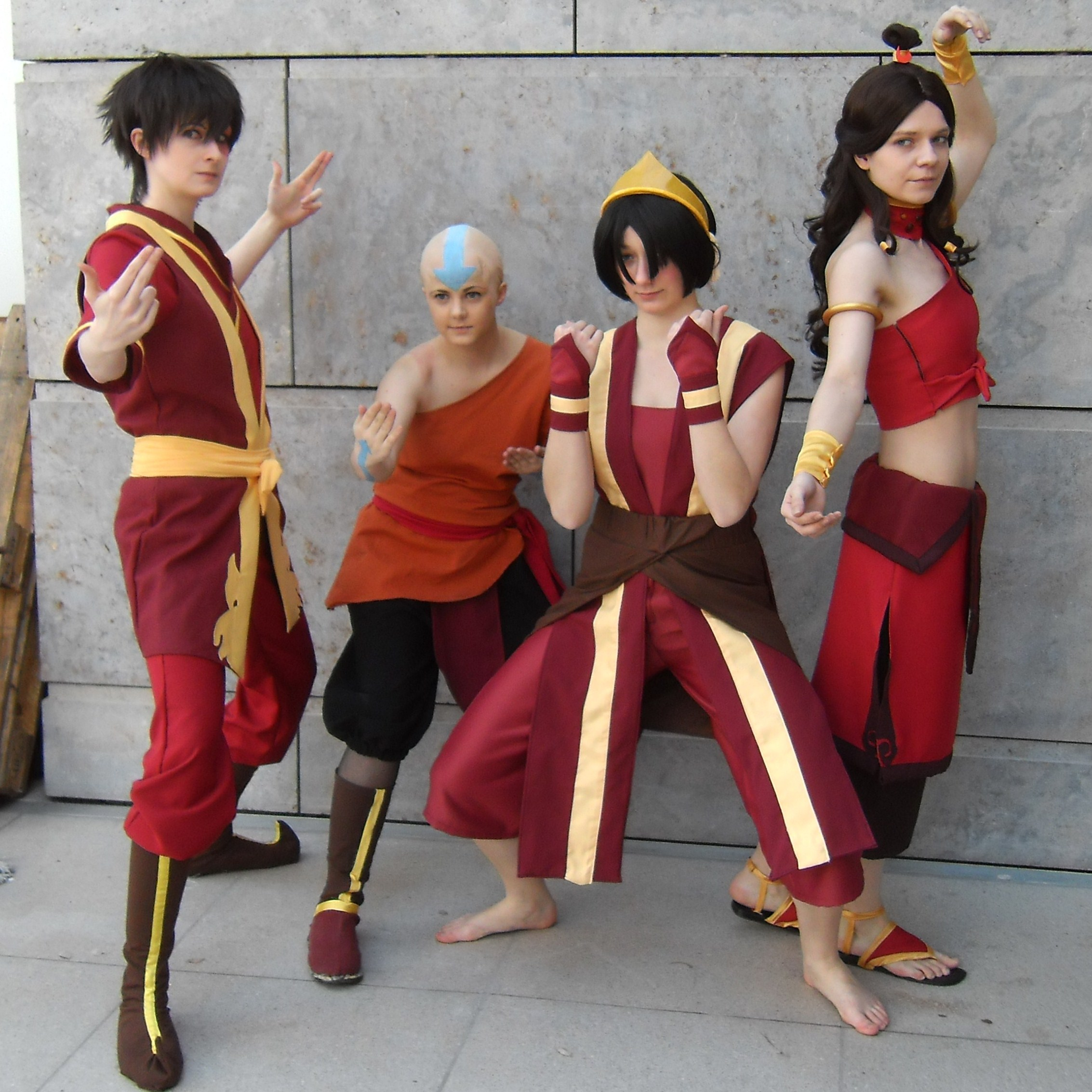
Cosplay de Zuko, Aang, Toph et Katara (de gauche à droite), réunis à partir de la deuxième partie du livre 3.

Aang se réveille finalement de la blessure faite par Azula après plusieurs semaines. Ses amis prévoient d'envahir la capitale de la nation du feu au moment de l'éclipse solaire, lorsque la maîtrise du feu est impossible. Tout le monde croit Aang mort, et Zuko, présenté comme le vainqueur de l'Avatar, est réhabilité au sein de la Nation du Feu. Pourtant il soupçonne l'Avatar d'être toujours en vie et envoie un mercenaire à sa poursuite.
Grâce à son ancienne incarnation Roku, Aang découvre l'origine de la guerre, déclenchée par le Seigneur du Feu Sozin, arrière-grand-père de Zuko. Alors qu'il s'entraîne énormément pour l'attaque de la nation du feu, le stress affecte sa raison.
Le jour de l'éclipse solaire, l'attaque réussit mais le Seigneur du Feu que Aang souhaitait affronter est introuvable. À la fin de l'éclipse, la nation du feu, qui avait prévu cette invasion, contre-attaque et fait de nombreux prisonniers,. Aang s'enfuit sur le dos d'Appa avec d'autres survivants pour le temple de l'air occidental. Il est rejoint par Zuko, qui décide de quitter la Nation du Feu et propose de lui apprendre à maîtriser le feu. Zuko ne parvenant pas à retrouver la source de la maîtrise du feu, ils se rendent ensemble à un temple du soleil où ils rencontrent les deux derniers dragons.
Zuko informe Aang et ses amis que le seigneur du feu Ozai profitera d'une comète qui rend les maîtres du feu beaucoup plus puissants pour raser le Royaume de la Terre. Aang décide alors de l'affronter au début de l'invasion. Cependant, il se refuse à l'éventualité de tuer Ozai, et entre en contact avec ses précédentes incarnations pour profiter de leurs conseils. Une tortue-lion géante lui apprend à maîtriser l'énergie, qui permet de retirer la maîtrise des éléments. Aang affronte alors Ozai, et entre en état d'Avatar pour le vaincre, puis lui retirer sa maîtrise du feu. Les amis d'Aang détruisent l'armée d'invasion de la Nation du Feu et reprennent Ba-Sing-Se. Zuko succède à son père et met fin à la guerre. La série se finit sur un baiser entre Katara et Aang.

## Apparitions dans La Légende de Korra
Aang se marie avec Katara et a trois enfants : Bumi, Kya et Tenzin. Après sa mort, il se réincarne en Korra, personnage principal de la série La Légende de Korra qui se déroule soixante ans après les événements de la série originelle. Aang a fondé avec l'aide de Zuko la République unie des Nations, avec pour capitale la cité de la République, qui comprend des habitants des différentes nations, afin de préserver la paix. Une statue géante de Aang  est présente à l'entrée de la ville.
Aang n'est jamais présent physiquement dans la série La Légende de Korra, mais il est représenté lors de flashbacks et interagit spirituellement à plusieurs reprises avec Korra. C'est notamment le cas la première fois que Korra réussit à entrer en méditation, il lui explique alors  l'origine et les capacités de Tarrloq. Plus tard, il est le seul qui sache rendre à Korra sa maîtrise des éléments. Lors de ces apparitions il est âgé d'une quarantaine d'années, a toujours le crâne rasé mais porte une barbiche.
Lors du livre 2, Aang apparaît à Tenzin et lui permet de sortir du brouillard dans lequel il était perdu. Unalaq parvient à vaincre Korra et le lien avec Aang et les autres Avatars est brisé. Celui-ci n'apparaît alors plus dans la série.

## Apparition dans d'autres médias

### Jeux
Aang est l'un des quatre personnages jouables dans le jeu vidéo Avatar, le dernier maître de l'air. Ce jeu a bénéficié de deux suites : Avatar, le dernier maître de l'air : Le Royaume de la Terre en feu et Avatar: The Legend of Aang - Into the Inferno,.
Aang apparaît aussi dans Escape from the Spirit World, un jeu vidéo en ligne disponible sur le site de nickelodeon.

### Films
Tokyopop a publié un ciné-manga dans lequel Aang apparaît.
En 2010, Noah Ringer, un garçon de 12 ans qui pratique le taekwondo, est choisi pour tourner le film inspirée de la série. Le choix d'un américain blanc pour jouer un personnage très influencé par l'Asie a provoqué une polémique chez certains fans, qui ont pu également y voir une forme de racisme,,. Les autres acteurs choisis sont majoritairement blancs. Noah Ringer a cependant des origines amérindiennes.

### Bandes dessinées
Des bandes dessinées présentant Aang, publiées chez Dark Horse Comics et écrites par Gene Luen Yang avec les studios Gurihiru racontent des événements qui se déroulent après la fin de la série.
Dans La Promesse (The Promise), Aang aide Zuko à mettre fin à la guerre. Les colonies du Feu les plus récentes sont démontées et leurs habitants reviennent chez eux, mais pour celle de Yu Dao qui existe depuis plus de 100 ans, la population est composée aussi bien de personnes du Feu que de la Terre. Alors que les armées du Roi de la Terre et celle de Zuko semblent prêtes à s'affronter, Aang provoque un séisme qui sépare les armées de la ville. Il parvient à faire renoncer les deux protagonistes à leurs prétentions sur la ville.
Dans La Recherche (The Search), Zuko recherche sa mère, Ursa, alors que son destin était laissé en suspens dans la série principale. Il est assisté par Aang, mais aussi Katara, Sokka et Azula.
Dans Le Désaccord (The Rift), Aang cherche à remettre en place les traditions des Nomades de l'Air, et fait face à la volonté de changement de Toph. Alors que cette dernière sauve ses amis de l'effondrement d'une mine de fer, Aang doit combattre un esprit dérangé.
Dans Fumée et Ombre (Smoke and Shadow), Zuko doit lutter contre une société secrète qui vise à remettre son père sur le trône. Aang l'aide à lutter contre cette société, poussée en réalité par Azula.
Dans Nord et Sud (North and South), Katara et Sokka découvrent de nombreux changements en rentrant au pôle Sud. Les ressources pétrolières récemment découvertes exacerbent les divisions entre tribu du Nord et du Sud. Aang aidé de ses amis doit rapporter la paix dans ce contexte.

### Produits dérivés
Le personnage de Aang est présent sur des cartes à collectionner,, des autocollants pour MacBook ou encore des T-shirts.

## Réception critique
Aang a été très bien accueilli par la critique. Pour Kendall Lyons « Aang semble être l'enfant insouciant avec lequel il est facile de se familiariser. [Il] apporte du confort dans les situations les plus dangereuses ou les plus hostiles. ». D'autres descriptions dépeignent Aang comme un personnage puéril, téméraire et excitable. Les critiques remarquent que « en tant qu'Avatar, il semble inarrêtable, mais en tant que Aang, il est juste un autre maître de l'air ». Plutôt que créer un personnage parfait, Aang a été pensé avec des défauts, ce qui le rend plus réaliste.